# Inishmicatreer
Inishmicatreer (irisch Inis Mhic an Trír) ist mit 111,21 ha die zweitgrößte Binnenseeinsel im Lough Corrib im County Galway, an der Grenze zum County Mayo in Irland gelegen.

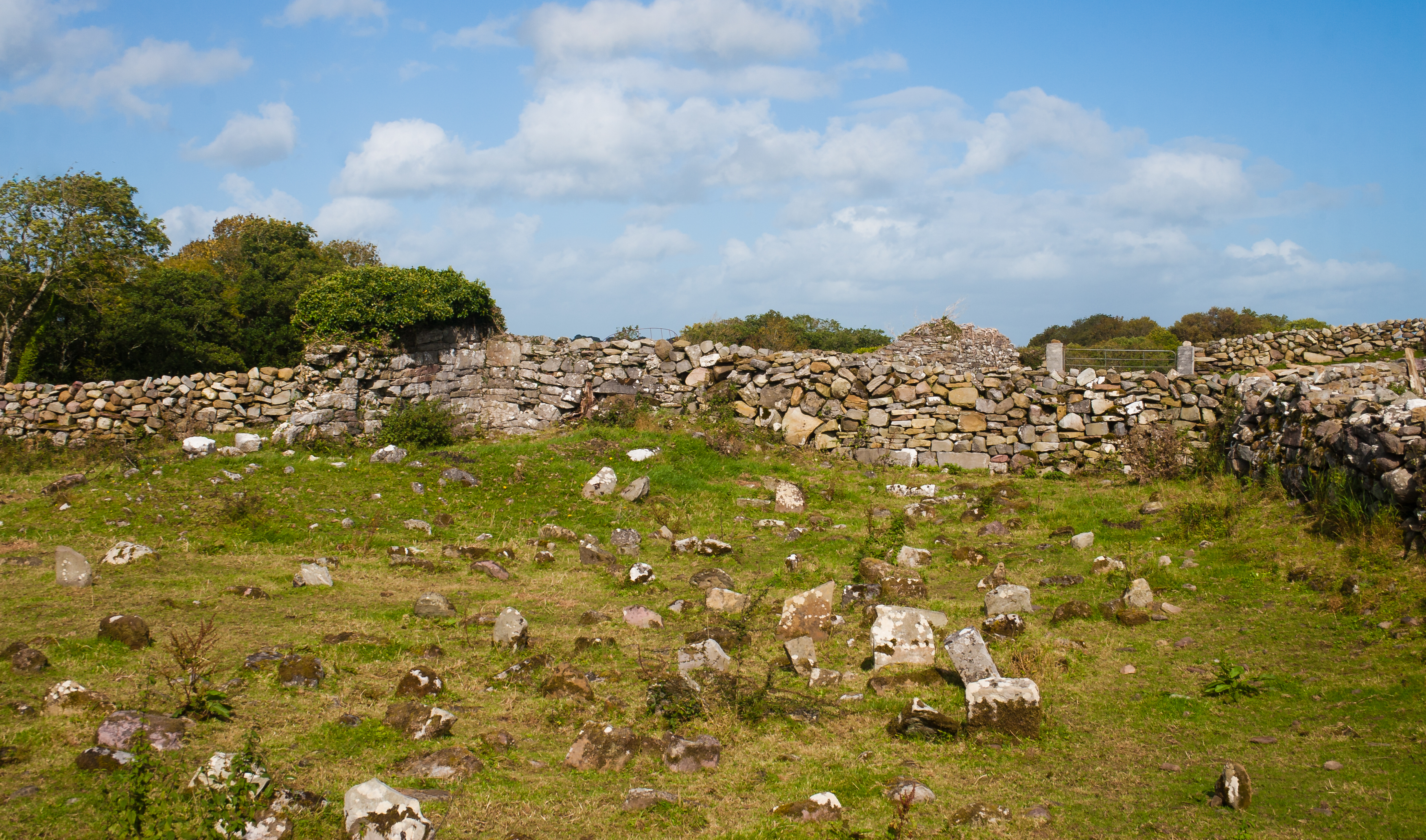
Kloster und Cillin auf Inishmicatreer

Auf der Insel finden sich Reste einer frühen Kirche und ein Cillin. Es gab vermutlich ein frühes Kloster auf der Insel, über das aber nichts weiter bekannt ist. Die Insel ist durch einen Damm mit dem Festland im County Mayo verbunden.